# プロスペクト・ヴェルナーツコヴォ駅
プロスペクト・ヴェルナーツコヴォ駅（プロスペクト・ヴェルナーツコヴォえき、ロシア語: Проспект Вернадского）はモスクワ地下鉄・ソコーリニチェスカヤ線の駅で、ウニヴェルシチェート駅とユーゴ＝ザーパドナヤ駅の間にある。

## 歴史
1963年12月30日に開業した。